# Lorraine Jossob
Lorraine Jossob, auch Jossop (* 4. Mai 1993 in Keetmanshoop), ist eine namibische Fußballnationalspielerin.
Jossob wuchs in Keetmanshoop auf und besuchte die Hochland high School in Windhoek, wo sie 2011 ihren Abschluss machte.< 
Sie spielte für die Poly Babes, bevor sie im Sommer 2013 in die deutsche Verbandsliga zu Spfr. Neukirch wechselte. Seit 2010 spielt Jossob für die A-Nationalmannschaft ihres Heimatlandes Namibia.